# 254 (numero)
Duecentocinquantaquattro (254) è il numero naturale dopo il 253 e prima del 255.

## Proprietà matematiche
- È un numero pari.
- È un numero composto con quattro divisori: 1, 2, 127 e 254. Poiché la somma dei suoi divisori (escluso il numero stesso) è 130 < 254, è un numero difettivo.
- È un numero semiprimo.
- È un intero privo di quadrati.
- È un numero nontotiente.
- È un numero odioso.
- È il massimo numero di regioni in cui un piano può essere diviso da 22 linee.
- È parte della terna pitagorica (254, 16128, 16130).
- È un numero congruente.
- È un numero poligonale centrale.

## Astronomia
- 254P/McNaught è una cometa periodica del sistema solare.
- 254 Augusta è un asteroide della fascia principale del sistema solare.
- NGC 254 è una galassia lenticolare della costellazione dello Scultore.

## Astronautica
- Cosmos 254 è un satellite artificiale russo.

## Altri ambiti
- +254 è il prefisso telefonico internazionale del Kenya.
- Ci sono 254 contee nello stato del Texas.